# کاقیزمان
کاقیزمان (به ترکی استانبولی: Kağızman، به کردی: Qaxizman‎، به ارمنی: Կաղզվան) شهری است در کشور ترکیه که در استان قارص واقع شده‌است. جمعیت این شهر بر اساس سرشماری سال ۲۰۰۸ میلادی ۱۸٬۲۵۸ نفر و بر اساس برآوردهای سال ۲۰۰۹ میلادی ۱۳٬۵۰۴ نفر می‌باشد.